# 断崖

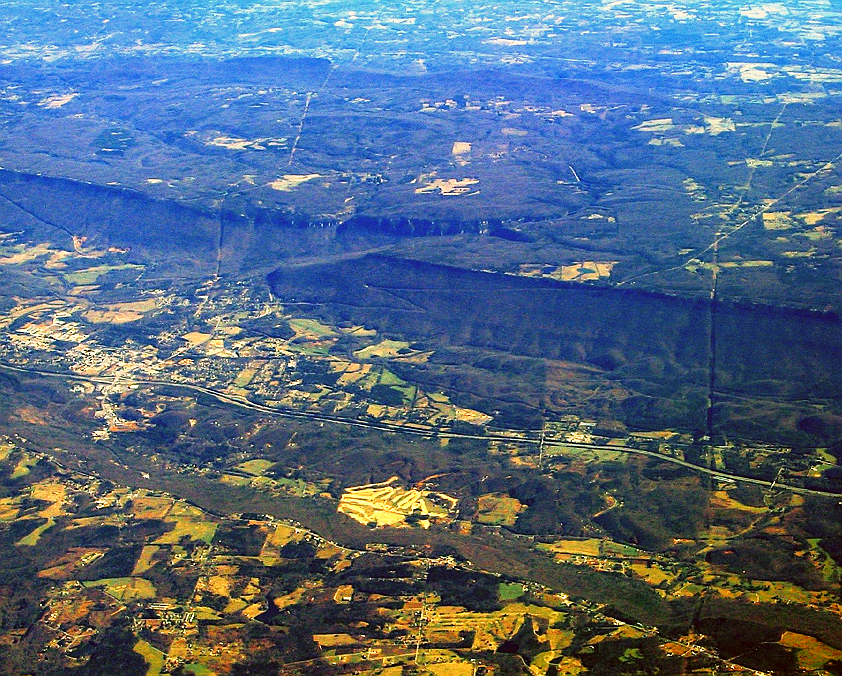
アメリカ合衆国ジョージア州のクラウドランド・キャニオン州立公園（Cloudland Canyon State Park）のケスタで作られた断崖を見下ろす

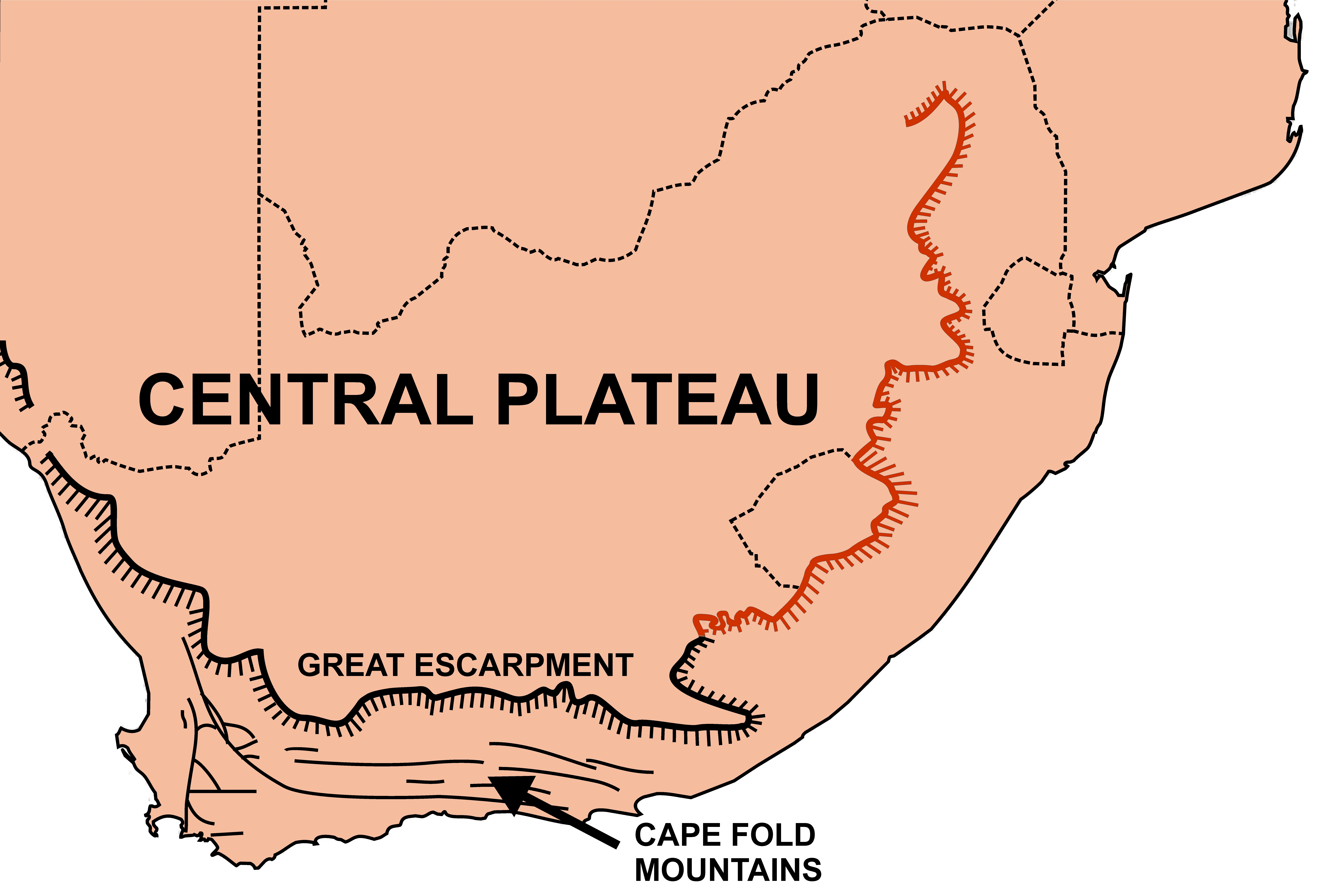
アフリカ大陸南部の海岸を縁取る大断崖（Great Escarpment）

断崖（だんがい、フランス語: Escarpement、英語: Escarpment、中国語: 断崖）は長い切り立った崖または急な斜面で、断層や侵食の結果として形成され、標高の異なる2つの比較的平坦な領域の境になる。
また、断崖という用語はより大まかには、大陸の高原と沿岸の低地との間の地帯も表わし、高原の基部での海岸侵食によって引き起こされた標高の顕著な急激な変化を示す。

## 世界の大断崖
世界の大陸には次のような大きな断崖があり、大断崖（Great Escarpment）と呼ばれている。
- オーストラリア大断崖 (大分水嶺山脈と関係)
- ブラジル大断崖 (セーハ・ド・マール山脈と関係)
- 南部アフリカ大断崖  (ドラケンスバーグ山脈と関係)

など

## 参照項目
- 世界の崖（リスト）
- ヴェローナ断崖（天王星）